# Futbol'nyj Klub Ufa 2013-2014
Questa voce raccoglie le informazioni riguardanti il Futbol'nyj Klub Ufa nelle competizioni ufficiali della stagione 2013-2014.

## Stagione
Alla seconda presenza in seconda serie la squadra giunse quarta, qualificandosi per gli spareggi promozione: la vittoria nel doppio confronto contro il Tom' Tomsk diede al club lo storico accesso alla Prem'er-Liga.

## Rosa
| N. |                    | Ruolo | Calciatore          |
| -- | ------------------ | ----- | ------------------- |
| 1  | Armenia (bandiera) | P     | David Yurchenko     |
| 2  | Russia (bandiera)  | D     | Tagir Akhmetshin    |
| 3  | Russia (bandiera)  | D     | Pavel Alikin        |
| 4  | Russia (bandiera)  | D     | Pavel Stepanets     |
| 6  | Brasile (bandiera) | D     | William             |
| 7  | Russia (bandiera)  | A     | Nikolay Zhilyaev    |
| 10 | Russia (bandiera)  | C     | Artur Valikaev      |
| 11 | Brasile (bandiera) | A     | Diego               |
| 12 | Russia (bandiera)  | A     | Anton Zabolotnyi    |
| 13 | Russia (bandiera)  | C     | Azamat Zaseev       |
| 14 | Russia (bandiera)  | C     | Maksim Semakin      |
| 15 | Russia (bandiera)  | D     | Aleksandr Sukhov    |
| 16 | Russia (bandiera)  | P     | Mikhail Baranovskiy |
| 17 | Russia (bandiera)  | D     | Aleksandr Vasilenko |
| 18 | Russia (bandiera)  | A     | Dmitri Golubov      |
| 19 | Russia (bandiera)  | D     | Evgeniy Osipov      |

| N. |                         | Ruolo | Calciatore            |
| -- | ----------------------- | ----- | --------------------- |
| 21 | Russia (bandiera)       | A     | Seyt-Daut Garakoev    |
| 22 | Russia (bandiera)       | P     | Dmitriy Izotov        |
| 23 | Russia (bandiera)       | A     | Anton Kilin           |
| 30 | Russia (bandiera)       | C     | Ivan Nagibin          |
| 31 | Russia (bandiera)       | D     | Maksim Tishkin        |
| 36 | Russia (bandiera)       | D     | Dmitri Grachev        |
| 70 | Russia (bandiera)       | C     | Nikolay Safronidi     |
| 71 | Russia (bandiera)       | P     | Artem Potapov         |
| 77 | Russia (bandiera)       | A     | Bulat Khaernasov      |
| 87 | Russia (bandiera)       | C     | Igor Bezdenezhnykh    |
| 88 | Russia (bandiera)       | C     | Andrey Kireev         |
| -  | Kirghizistan (bandiera) | D     | Valeri Kichin         |
| -  | Russia (bandiera)       | D     | Sergey Danilov        |
| -  | Russia (bandiera)       | C     | Konstantin Podkorytov |
| -  | Russia (bandiera)       | A     | Andrey Myazin         |
| -  | Giappone (bandiera)     | A     | Yosuke Saito          |

## Risultati

### Campionato
| Arbitro: | Vladimir Rogulev |

|                              |           |                    |
| Diego 39’ Artur Valikaev 55’ | Marcatori | 22’ Georgi Gabulov |

| Arbitro: | Sergey Kostevich |

|                                                         |           |                                           |
| Artur Valikaev 21’ Dmitri Golubov 31’ Andrey Kireev 74’ | Marcatori | 41’ Maksim Votinov 90'+1’ Dmitri Stotskiy |

| Arbitro: | Igor Fedotov |

|                    |           |  |
| Ilya Mykhalyov 88’ | Marcatori |  |

| Arbitro: | Vitali Meshkov |

|                             |           |  |
| Anton Zabolotnyi 82’ (rig.) | Marcatori |  |

| Arbitro: | Maksim Layushkin |

|                 |           |              |
| Semen Fomin 49’ | Marcatori | 45'+1’ Diego |

| Arbitro: | Vladimir Moskalev |

|                    |           |  |
| Artur Valikaev 22’ | Marcatori |  |

| Arbitro: | Vitali Rushakov |

|                             |           |  |
| Aleksandr Kutjin 39’ (rig.) | Marcatori |  |

| Arbitro: | Sergey Lapochkin |

|                                                             |           |  |
| Anton Zabolotnyi 7’ Evgeniy Osipov 27’ Nikolay Zhilyaev 54’ | Marcatori |  |

| Arbitro: | Lasha Verulidze |

|                                     |           |  |
| Ivan Markelov 11’ Dmitri Akimov 54’ | Marcatori |  |

| Arbitro: | Sergey Smirnov |

|  |           |                                                                 |
|  | Marcatori | 27’ Vladislav Ryzhkov 86’ Roman Belyaev 90'+2’ Mikhail Markosov |

| Arbitro: | Vladislav Bezborodov |

|                                                                      |           |                   |
| Vladimir Leshonok 63’ Sergey Pyatikopov 66’ (rig.) Dmitri Ryzhov 75’ | Marcatori | 73’ Andrey Myazin |

| Arbitro: | Vasili Miroshnichenko |

|                                              |           |  |
| Dmitri Golubov 22’ (rig.) Dmitri Golubov 39’ | Marcatori |  |

| Orenburg 16 settembre 2013, ore 15:00 14ª giornata | Gazovik Orenburg | 0 – 0 referto | Ufa | Stadio Gazovik (3.800 spett.)\| Arbitro: \| Kirill Levnikov \| |
| Arbitro:                                           | Kirill Levnikov  |               |     |                                                                |

| Arbitro: | Sergey Kulikov |

|                                       |           |                   |
| Evgeniy Osipov 70’ Dmitri Golubov 84’ | Marcatori | 55’ Artur Maloyan |

| Arbitro: | Vladimir Rogulev |

|                      |           |                                             |
| Oleksandr Kasyan 19’ | Marcatori | 8’ Dmitri Golubov 69’ (rig.) Dmitri Golubov |

| Arbitro: | Igor Fedotov |

|  |           |                      |
|  | Marcatori | 35’ Eugeniu Cebotaru |

| Arbitro: | Vasili Kazartsev |

|                                    |           |                        |
| Anton Kilin 49’ Maksim Tishkin 76’ | Marcatori | 75’ Seyt-Daut Garakoev |

| Arbitro: | Aleksey Matyunin |

|                    |           |                           |
| Davron Mirzaev 88’ | Marcatori | 61’ (rig.) Dmitri Golubov |

| Arbitro: | Sergey Karasev |

|                    |           |                   |
| Maksim Skavysh 67’ | Marcatori | 4’ Dmitri Golubov |

| Ufa 3 novembre 2013, ore 10:00 22ª giornata | Ufa             | 0 – 0 referto | Luč-Ėnergija | Stadio Neftjanik (2.800 spett.)\| Arbitro: \| Lasha Verulidze \| |
| Arbitro:                                    | Lasha Verulidze |               |              |                                                                  |

| Arbitro: | Vladimir Kazmenko |

|                                  |           |                                       |
| Sergey Miroshnichenko 69’ (rig.) | Marcatori | 73’ Evgeniy Osipov 84’ Evgeniy Osipov |

| Arbitro: | Sergey Kulikov |

|                                                       |           |                                                         |
| Dmitri Golubov 54’ Diego 57’ Abdel Lamanje 68’ (aut.) | Marcatori | 40’ (aut.) Evgeniy Osipov 84’ (rig.) Aleksandr Stavpets |

| Mosca 23 novembre 2013, ore 11:00 25ª giornata | Torpedo Mosca   | 0 – 0 referto | Ufa | Luzhniki Stadium (2.000 spett.)\| Arbitro: \| Vitali Rushakov \| |
| Arbitro:                                       | Vitali Rushakov |               |     |                                                                  |

| Arbitro: | Igor Nizovtsev |

|                                     |           |                                                  |
| Aleksey Ivanov 5’ Sergey Samodin 9’ | Marcatori | 14’ Seyt-Daut Garakoev 68’ (rig.) Dmitri Golubov |

| Arbitro: | Kirill Levnikov |

|                                                     |           |                                                                                            |
| Ivan Nagibin 14’ Dmitri Golubov 49’ Anton Kilin 65’ | Marcatori | 43’ (rig.) Vladislav Ryzhkov 55’ Sergey Ignatjev 71’ Aleksandr Kutjin 87’ Aleksandr Kutjin |

| Arbitro: | Maksim Layushkin |

|                                                                  |           |  |
| Seyt-Daut Garakoev 26’ Dmitri Golubov 32’ (rig.) Anton Kilin 44’ | Marcatori |  |

| Arbitro: | Vladimir Moskalev |

|                  |           |  |
| Roman Adamov 37’ | Marcatori |  |

| Arbitro: | Vasili Kazartsev |

|                         |           |  |
| Anton Zabolotnyi 90'+1’ | Marcatori |  |

| Arbitro: | German Kravchenko |

|                                          |           |                                     |
| Azat Bairyev 38’ Vladislav Nikiforov 41’ | Marcatori | 4’ Andrey Kireev 29’ Dmitri Golubov |

| Arbitro: | Anton Anopa |

|                 |           |  |
| Anton Kilin 37’ | Marcatori |  |

| Arbitro: | Denis Shpilev |

|                   |           |  |
| Pavel Deobald 54’ | Marcatori |  |

| Arbitro: | Aleksey Matyunin |

|                                       |           |                         |
| Dmitri Golubov 32’ Maksim Semakin 60’ | Marcatori | 38’ Mikhail Gashchenkov |

| Nal'čik 30 aprile 2014, ore 16:30 35ª giornata | Spartak-Nal'čik   | 0 – 0 referto | Ufa | Stadio Spartak (1.400 spett.)\| Arbitro: \| Vladimir Moskalev \| |
| Arbitro:                                       | Vladimir Moskalev |               |     |                                                                  |

| Arbitro: | Evgeni Turbin |

|  |           |                  |
|  | Marcatori | 74’ Ivan Nagibin |

| Arbitro: | Yuri Aponasenko |

|                  |           |                   |
| Pavel Alikin 45’ | Marcatori | 9’ Ilya Mykhalyov |

| Vladikavkaz 17 maggio 2014, ore 12:00 38ª giornata | Alanija Vladikavkaz | 0 – 3 referto | Ufa | Respublikanskij stadion Spartak |

#### Spareggio promozione/retrocessione
| Arbitro: | Sergey Karasev |

|                                                                                               |           |                      |
| Dmitri Golubov 4’ (rig.) Dmitri Golubov 10’ Dmitri Golubov 24’ Dmitri Golubov 61’ William 84’ | Marcatori | 56’ Kirill Panchenko |

| Arbitro: | Vladislav Bezborodov |

|                                                             |           |                    |
| Evgeniy Bashkirov 4’ Pavel Golyshev 23’ Igor Portnyagin 72’ | Marcatori | 30’ Dmitri Golubov |

### Kubok Rossii
| Arbitro: | Roman Galimov |

|  |           |                   |
|  | Marcatori | 107’ Wálter Chalá |